# Youssef Ishaghpour

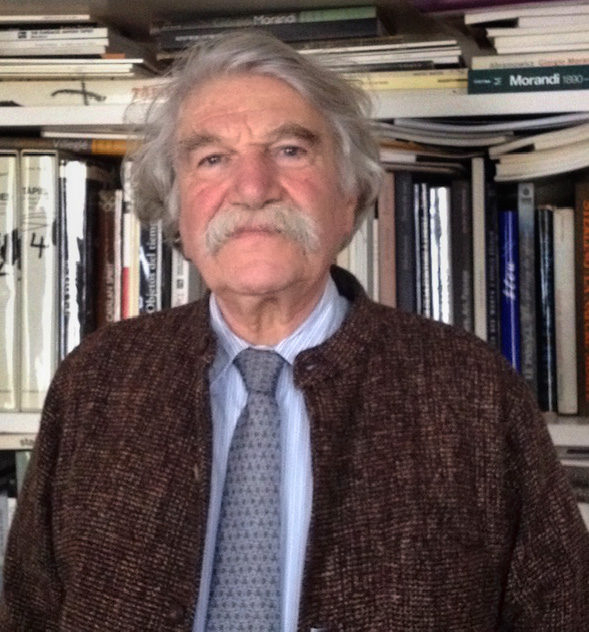
Youssef Ishaghpour, 2018

Youssef Ishaghpour (* 14. März 1940 in Teheran; † 15. Oktober 2021 in Paris) war ein Filmkritiker, Kunstsoziologe und Philosoph; er lebte ab 1958 in Paris.
Er studierte an der École Louis Lumière und am Institut des hautes études cinématographiques (IDHEC) und war Professor an der Université René Descartes, Paris V. In seinen zahlreichen Publikationen widmete er sich dem Kino, der Malerei, der Literatur und der Philosophie. Er hat eine mehrbändige Orson-Welles-Anthologie geschrieben.

## Werk
- 1982: D’une image à l’autre, Paris: Denoel/Gonthier
- 1984: Visconti : Le sens et l’image, Paris : La Différence (Neuauflage 2006)
- 1990: Paul Nizan, Paris : La Différence
- 1990: Elias Canetti, Paris : La Différence
- 1996: Poussin, là où le lointain--: Mythe et paysage, L’Echoppe
- 1999: Tombeau de Sadegh Hedayat, Paris: Farrago
- 1999: Courbet, le portrait de l’artiste dans son atelier, L’Echoppe
- 1999: La Miniature persane
  - Die persische Miniatur. Goethe & Hafis, Bonn 2003, ISBN 978-3-980790932.
- 2000: (mit Jean-Luc Godard) Archéologie du cinéma et mémoire du siècle
  - Archäologie des Kinos, Gedächtnis des Jahrhunderts. Diaphanes, Zürich 2008, ISBN 978-3-037340264.
- 2001: Orson Welles, cinéaste (Werk in 6 Bänden), Paris : La Différence
- 2002: Formes de l’impermanence : Le Style de Yasujiro Ozu, Paris: Farrago
- 2002: Aux origines de l’art moderne: Le Manet de Bataille, Paris: La Différence
- 2002: Satyajit Ray : L’orient et l’occident, Paris: La Différence
- 2003: Rothko : Une absence d’image : lumière de la couleur, Paris: Farrago
- 2003: Staël : La peinture et l’image, Paris: Farrago
- 2004: Proche et lointain, Paris: Farrago
- 2004: Historicité du cinéma, Paris: Farrago
- 2005: Marx à la chute du communisme : Disparition du politique et de l’intellectuel ?, Paris: Farrago
- 2006: Grèves, rocs et mer, Paris: Farrago
- 2006: Arbres, Paris: Farrago
- 2006: Le Cinéma : Histoire et théorie, Paris: Farrago
- 2007: Le réel face et pile : Le cinéma d’Abbas Kiarostami, Paris: Farrago
- 2008: Duchamp romantique: Méta-ironie et sublime
  - Marcel Duchamp, der Romantiker – Meta-Ironie und das Erhabene. Goethe & Hafis, Bonn 2011, ISBN 978-3-940762023.

## Auszeichnungen
- 2001:

Prix du livre Art et Essai Henri Ginet 2001 des CNC für Orson Welles, cinéaste
Prix du meilleur livre étranger des Syndicat National de la Critique de Cinéma für Orson Welles, cinéaste